# 那一夜，我們說相聲
《那一夜，我們說相聲》，是台灣表演工作坊於1985年3月1日推出的相聲舞台劇，是表演工作坊的創團之作。演出者為李國修、李立群，導演賴聲川，劇本為賴聲川、李國修、李立群共同創作。此劇是台灣1980年代現代戲劇的一齣代表作，其劇本於1999年入選台灣文學經典三十。表演工作坊後採類似形式推出了這一夜，誰來說相聲？、又一夜，他們說相聲、這一夜，Women說相聲以及夜夜說相聲。

## 演出歷史
1984年，賴聲川由美國回台灣任教，在蘭陵劇坊導戲。賴聲川與李國修、金士傑想推出一個相聲劇，但因金士傑得到美國獎學金、準備到美國短期遊學，於是找上李立群合作。因為三人背景不同，最終形成以傳統的相聲形式，加上西方脫口秀元素，以劇場方式演出的獨特相聲劇《那一夜，我們說相聲》。
最初曾希望以蘭陵劇坊名義來演出，但遭到阻力；三人於是決定組織表演工作坊，自行發表創作。經過半年的構思與排練，1985年3月1日在國立藝術館首次演出，之後巡迴台灣，共演出22場。

## 內容
在台北華都西餐廳中，李國修與李立群飾演兩位脫口秀主持人(並未提及其角色姓名)，介紹兩位國寶級相聲大師「舜天嘯」與「王地寶」出場表演。但因相聲大師未出現，以致節目無法繼續，兩人勉為其難分別冒充登台，演出相聲。除了開場與結尾外，共有五個段子，時間背景依次提前。
- 序：華都西餐廳
- 段子一：台北之戀(台北‧一九八五) 「演出前一天下午」
- 段子二：電視與我(台北‧一九六三)
- 段子三：防空記(重慶‧一九四三)
- 段子四：記性與忘性(北平‧一九二五)
- 段子五：終點站[1993年更名為出殯與遛鳥](北平‧一九００)
- 晚安

## 新版
在1993年10月7日，表演工作坊重新演出此劇，由李立群飾演舜天嘯，馮翊綱飾演王地寶。在「序：華都西餐廳」的開場，多了約十分鐘諷刺台灣當時政壇的段子。

## 劇本原創爭議
《那一夜，我們說相聲》的劇本，在表演工作坊的出版物上，多題為賴聲川主持下的集體創作，李國修與李立群參與。
李國修辭世後，馮光遠在個人部落格上宣稱《那一夜，我們說相聲》的劇本主要來自李國修與李立群的貢獻，但被賴聲川佔為己有，收入1999年出版的賴聲川作品集中。賴聲川回應，這個演出最早是他在美國看到流浪猶太劇場，根據這個概念，回來之後與李立群、李國修一同創作而成，表演工作坊也是三人一同創立，反駁剽竊的指控。李立群也回應，劇本是三人共同創作的。